# Шереширы
Шереширы — древнерусское слово неясного значения, которое употребляется только в одном сохранившемся источнике — в «Слове о полку Игореве». Шереширам автор «Слова» уподобляет рязанских князей, пятерых сыновей Глеба Ростиславича. Согласно большинству версий, этот термин относится к военной сфере, его точный смысл является предметом научной дискуссии.

## Слово и его толкования
Термин шереширы является гапаксом: он встречается в средневековой русской литературе только один раз. Автор «Слова о полку Игореве» использует это слово, обращаясь к Всеволоду Юрьевичу Большое Гнездо, чтобы описать военную мощь и влияние князя. Он говорит: «Ты бо можеши посуху живыми шереширы стрѣляти — удалыми сыны Глѣбовы», что переводится на современный русский как «Ты ведь можешь посуху живыми шереширами стрелять — удалыми сынами Глебовыми». Речь о пяти сыновьях Глеба Ростиславича Рязанского, вассалах Всеволода. Исходя из контекста, большинство исследователей уверено, что данное понятие относится к военной терминологии. За двести лет было предпринято множество попыток дать более точное толкование.
В первом издании «Слова» (1800) в комментариях к тексту сообщалось, что шереширы — «неизвестный уже ныне воинский снаряд», «может быть, род пращи, которою каменья метали, или какое-либо огнестрельное орудие». В. Г. Анастасевич связывал это слово с понятием шер, «город», из языка коми (он предположил, что это название стенобитного орудия), Я. О. Пожарский — с польским шаршин, шаршун («острый, резкий»), Н. Ф. Грамматин — с русским шире, И. М. Снегирёв — с греческим σαρισσα, сарисса. Последнюю версию поддержали В. Н. Перетц и В. Г. Фёдоров, писавший об «огнемётных дротиках-ракетах». Д. Н. Дубенский предположил, что шереширы — вариант греческого огня, использовавшийся на суше (эта версия стала довольно популярной). По мнению А. Ф. Вельтмана, это «огромные самострелы, каменобросцы», которые «употреблялись только на ладиях, и потому невозможность действовать ими в поле понятна». Д. С. Лихачёв говорит о простых копьях — «оружии первой схватки в бою».
В. Б. Вилинбахов выдвинул версию о том, что в «Слове» имеются в виду «средства огневой борьбы», использовавшиеся половцами (возможно, металлические трубки, заполнявшиеся порохом). Имеет широкую поддержку гипотеза о том, что слово шереширы произошло от персидского понятия «тир-и-чарх». Так называли катапульту, стрелявшую и огромными стрелами, и «металлическими сосудами или трубками, наполненными горючими или взрывчатыми составами»; это устройство появилось на Востоке и могло попасть к половцам, а от них — к русским князьям. Согласно ещё одной версии, слово происходит от арабского sursur (во множественном числе sarasir), «кузнечик» (это значение могло быть перенесено на военное орудие, меч или метательный снаряд).
Существуют и альтернативные версии. По мнению Ф. И. Эрдмана, «шерешир» означает «юноша проворный, мужественный» в переводе с арабского; автор «Слова» хотел сказать, что, пока Всеволод Большое Гнездо сражается на воде, сыновья Глеба Рязанского могут заменить его на суше. Согласно Ю. В. Подлипчуку, «шереширы» — это «живая шуга, лодки». А. Л. Никитин предположил, что в изначальном тексте было слово «шерешперы», которым называли рыбу жерех.

## Связь шереширов с датировкой «Слова»
Упоминание Глебовичей в качестве «живых орудий» Всеволода Большое Гнездо исследователи используют, чтобы точнее датировать написание «Слова о полку Игореве». В 1183 году рязанские князья участвовали в победном походе Всеволода против волжских булгар, но уже в 1186 году отказались ему подчиняться. Это аргумент в пользу датировки «Слова» 1185 годом. В то же время историк А. А. Горский уверен, что Глебовичи не могли быть названы шереширами в руках Всеволода при жизни Святослава Всеволодовича Киевского, то есть до 1194 года: этот князь претендовал на сюзеренитет над Рязанью.